# 行きたがリーノ
『行きたがリーノ』（いきたがリーノ）は、テレビ新広島（TSS）で2014年4月19日から2019年3月30日まで放送されていたローカルバラエティ番組。

## 概要
外国人が行ってみたい場所に同行しながら、そこにある日本の素晴らしさ、文化・風習・技術などなど外国人の目を通して我が国・わが郷土を再発見して、日本の素晴らしさを体験したい外国人を番組オリジナルワゴン「いきたがリーノ号」に乗せ、ナビゲーターのアンタッチャブルの柴田英嗣が密着取材して、外国人の行ってみたい!興味を持つ場所に同行し、新たな日本の魅力を発見していくバラエティ番組。
台湾、シンガポール、インドネシア、ミャンマー、ベトナム、スリランカ、モンゴルでも放送されている。
番組や番組公式サイトのイラストのキャラクターデザインを広島県広島市に拠点を置いているIC4DESIGNが行っている。
2019年3月30日の放送をもって最終回を迎えて、約5年間の放送の歴史に幕を下ろした。
放送開始から2015年3月28日までは毎週土曜日 16:30 - 17:00（JST）、2015年4月11日から放送終了までは毎週土曜日 18:30 - 19:00（JST）に放送されていた。

## 出演者
- ナビゲーター（司会）
  - 柴田英嗣（アンタッチャブル）
- ゲスト
  - 毎回異なる外国人1名〜数名が出演。

## スタッフ
最終回2019年3月30日のエンドロールスタッフクレジット
- ナレーション：バーゲルルミ（現フリーアナウンサー、元テレビ新広島アナウンサー）[2]
- 構成：なかじまはじめ
- 企画：槇原靖
- イラスト：IC4DESIGN
- CAM：地蔵堂充
- 音声：山形晃一、宝田昌信
- MA：講崎友蔵
- EED：須山葉子
- 美術：中川実佐
- 営業開発：森星嘉
- 編成：宮崎隆史
- 広報：木本梨世
- アシスタントディレクター：吉田みゆき
- ディレクター：平岡諒、槇原靖、増井貴宏、上岡大悟
- チーフディレクター：上寺深雪
- プロデューサー：角和信（テレビ新広島）、坪井康顕
- 制作協力：TSSプロダクション
- 製作著作：TSS

## 放送日時
| 放送対象地域 | 放送局                     | 系列           | 放送日時・時間       | 遅れ       |
| ------------ | -------------------------- | -------------- | -------------------- | ---------- |
| 広島県       | テレビ新広島（TSS） 制作局 | フジテレビ系列 | 土曜日 18:30 - 19:00 | 同時ネット |

この他、BSフジ（フジテレビ系列のBSデジタル放送）でも不定期で放送されたことがある。

## 備考
- 制作局のテレビ新広島では再放送も実施されており、毎週土曜日 1:25 - 1:55（JST、金曜深夜）に放送されている。
- 土曜16:30 - 17:00枠でレギュラー放送されていた頃は、特別番組やプロ野球が放送される場合は土曜17:00 - 17:30枠に30分遅れで放送されていた。
- 現在の放送時間の土曜18:30 - 19:00枠は、キー局のフジテレビでは『もしもツアーズ』が放送されており、テレビ新広島では遅れネットで金曜16:20 - 16:47枠で放送されている（次回予告はカット）。
- 『めちゃ2イケてるッ!』の拡大版や単発特番などの18:30開始のフジテレビの特別番組が放送される場合でも原則では本番組は休止せずに放送されることが多い。その場合は特別番組を19:00開始の別編集による30分短縮版（字幕放送非対応）で放送する。但し、『FNS27時間テレビ』など全局同時ネット番組の編成時は本番組は休止となる他、生放送の『AKB48選抜総選挙』など、特番の内容や本番組の制作上の都合に応じて、休止して特番を優先する場合もある。また、プロ野球広島東洋カープ戦（ホーム・ビジターとも）の中継を18:30から放送する場合にも本番組を休止して、雨傘番組も『もしもツアーズ』の臨時同時ネットとしている。
- 2017年1月1日（日曜日）12:55 - 13:55には、『行きたがリーノ 新春カープSP』と題した1時間の拡大版が放送された。ゲストにブラッド・エルドレッド、クリス・ジョンソン、ジェイ・ジャクソンが出演し、エルドレッドは江田島を、ジョンソンとジャクソンは宮島を歩いた。